# Šešče pri Preboldu
Šešče pri Preboldu je naselje v občini Prebold. V jedru gre za obcestno naselje na terasi nad reko Savinjo, ki sega na jugu do vznožja Homa (607 m). Naselje leži vzhodno od Prebolda, južno od Šempetra v Savinjski dolini in zahodno od Griž. Skozi naselje teče potok Kolja.
Savinja,ki teče severno od kraja je bila velika prometna ovira, dokler je niso konec 19. stoletja regulirali. Čez reko je pri Šeščah vozil brod do leta 1958, ko je bil na njej postavljen prvi (leseni) most, ki ga je odnesla povodenj leta 1964, zato so na njegovem mestu postavili današnjega železobetonskega.
Po podatkih popisov so imele Šešče leta 1754 - 161 prebivalcev, leta 1869 - 261, leta 1880 - 316, leta 1890 - 304, leta 1900 - 286, let 1910 - 270, leta 1931 - 270, leta 1948 - 326, leta 1953 - 319, leta 1961 - 347, leta 1971 - 346, leta 1981 - 349, leta 1991 - 366, leta 2001 - 391 in leta 2011 - 421 prebivalcev.
|  | 1754 | 1869 | 1880 | 1890 | 1900 | 1910 | 1931 | 1948 | 1953 | 1961 | 1971 | 1981 | 1992 | 2001 | 2011 |
|  | ---- | ---- | ---- | ---- | ---- | ---- | ---- | ---- | ---- | ---- | ---- | ---- | ---- | ---- | ---- |
|  | 161  | 261  | 316  | 304  | 286  | 270  | 270  | 326  | 319  | 347  | 346  | 349  | 366  | 391  | 421  |

## Ime kraja
Šešče pri Preboldu  so prvič omenjene v urbarju štajerske deželnoknežje posesti iz leta 1265 kot Gehsitz, krajevno ime je v različnih dokumentih nosilo podobne različice imena. Ime naselja se je, ob reorganizaciji lokalne oblasti in ob vključitvi v občino Sv. Pavel pri Preboldu, zapisalo kot Šešice (v nemški različici - Schoeschitz). Današnjo obliko slovenskega imena v bohoričici - Sheshzhe - je  najti v šolskem poročilu  o obisku otrok iz leta 1836, v občinskih dokumentih pa se Šešče prvič tako zapišejo šele leta 1905.
Jezikoslovci razlagajo ime naselja iz osebnega imena, oziroma iz osnove na Šeš-, Šeh- ali Seš-, medtem ko se druga razlaga opira na starejše (nemške) zgodovinske ugotovitve, da so se najstarejši kraji na Štajerskem poimenovali po stari nemškem izrazu za sedež (oblasti) - Gschitz, kar naj bi nakazovalo, da so bile to koseške, oziroma vasi kmetov svobodnjakov, ali celo vasi nižjega plemstva.

## Gospodarstvo
Najpomembnejše kmetijske panoge so hmeljarstvo, govedoreja in okopavine, s kmetijstvom se ukvarjajo le še večje kmetije.Krajani hodijo na delo v večje kraje v soseščini: Prebold, Šempeter, Polzela in Žalec. Industrije v naselju ni, deluje nekaj samostojnih podjetnikov - obrtnikov in gostinska lokala.

## Zgodovina
Območje vasi je bilo nedvomno poseljeno že v prazgodovini, na Homu je stala naselbina v nižinskem delu pa je evidentiranih okoli 50 grobnih gomil, ki so bile večinoma vse že arheološko raziskane konec 19. in v drugi polovici 20. stoletja. Poseljenost se je ohranila skozi antično obdobje. V srednjem veku so bile Šešče najprej deželnoknežja posest, v 18. stoletju so posamezne domačije v vasi pripadale kar sedmim različnim gospoščinam, največji del pod Novo Celje in Teharje. Dvorec Šenpihl (Schönbüchel) je nastala v 17. stoletju in naj bi bil naslednik gradu Žaženberk (Sachsenwart). Dvorec je hitro pričel menjati lastnike in je propadel že v 19. stoletju. V 1. svetovni vojni so padli trije Šeščani vsi na vzhodni (ruski) fronti. V času 2. svetovne vojen pa je življenje izgubilo 26 Šeščanov.